# Rădești, Alba

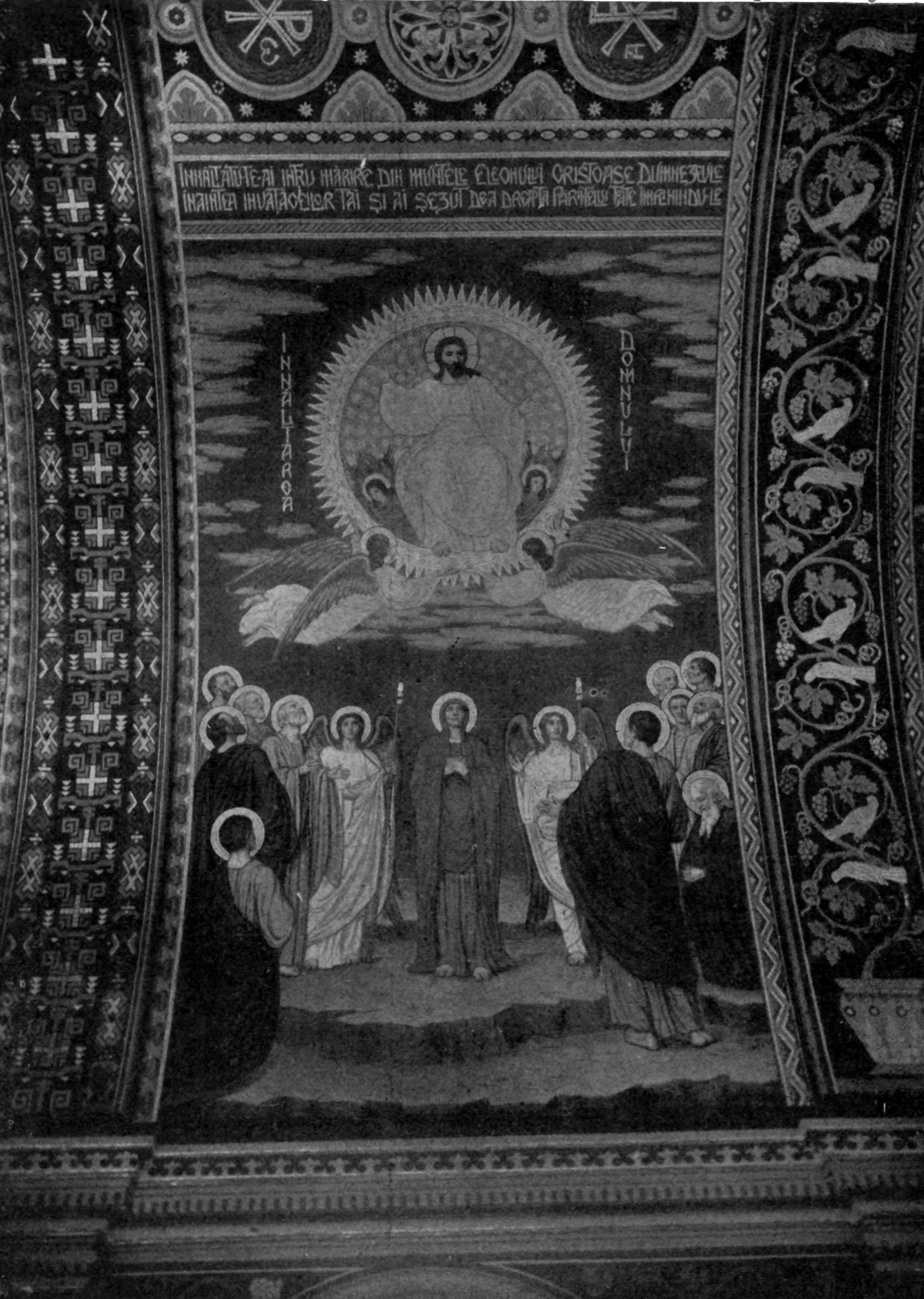
Înălțarea Domnului - pictură murală de Octavian Smigelschi în biserica din Tâmpăhaza

Rădești (până în anii 1920, Tâmpăhaza, în maghiară Tompaháza, în germană Thomaskirch, Neudorf) este satul de reședință al comunei cu același nume din județul Alba, Transilvania, România.

## Așezare
Localitatea este situată pe malul stâng al Mureșului, la 8 km de municipiul Aiud și 36 km de municipiul Alba Iulia. 

## Istoric
În anul 1733, când episcopul Inocențiu Micu-Klein a dispus o conscripțiune în Transilvania, în localitatea Tâmpăhaza a fost recenzat preotul unit Georgie. La Tâmpăhaza trăiau 27 de familii, adică vreo 105 locuitori. În localitate funcționa o biserică. Din registrul aceleiași conscripțiuni, mai aflăm că de pe fânețele parohiei se strângeau 5 care de fân.
Localitatea Tâmpăhaza a fost redenumită în Rădești la mijlocul anilor 1920. Noul nume a fost ales în amintirea episcopului greco-catolic Demetriu Radu, originar din localitate, victimă a unui atentat pus la cale de extremiști de stânga, în Senatul României.
Pe Harta Iosefină a Transilvaniei din 1769-1773 (Sectio 154), localitatea apare sub numele de „Tompaháza”. În afara satului, la cca 1 km în direcție nord-est, pe această hartă este marcat un monument cu numele „Mausoleum”.

## Demografie
- În anul 1850, în Tâmpăhaza trăiau 1.544 de locuitori: 1.039 români, 439 maghiari, precum și 66 de țigani.
- La recensământul din 1930, au fost înregistrați 1.023 locuitori, dintre care 915 români, 106 maghiari, 1 evreu și 1 sârb.[3] Sub aspect confesional populația era alcătuită din 893 greco-catolici, 103 reformați, 23 ortodocși, 3 romano-catolici și 1 mozaic.[4]

## Lăcașuri de cult

### Biserica Greco-Catolică
Biserica Pogorârea Spiritului Sfânt a fost construită la începutul secolului al XX-lea în stil baroc. Pe fațada edificiului a fost amplasată inscripția:
Planul bisericii a fost realizat de arhitectul Alexandru Schlosser din Oradea Mare. Lucrările de construcție au început în data de 2 aprilie 1907, sub conducerea maestrului zidar Giovanni Quai, originar din Italia, cu zidari veniți tot din Italia. Pictura a fost realizată în vara anului 1909 de Octavian Smigelschi. Sfințirea solemă a lăcașului a avut loc în data de 17 iulie 1910.
Biserica are o lungime de 31,25 metri și o lățime de 7,50 metri. Turnul bisericii este înalt de 33 de metri astfel încât domină o porțiune din Valea Mureșului. Poate fi văzut atât de pe șoseaua Teiuș-Aiud (pe partea dreaptă), cât și de pe linia ferată corespunzătoare.
Iconostasul, stranele și restul mobilierului interior au fost executate în vara anului 1910 de sculptorul Josef Vogel din Sighișoara.
În Duminica Floriilor, la 13 aprilie 2014, biserica greco-catolică din Rădești a fost retrocedată proprietarului de drept.

### Biserica Ortodoxă
Biserica ortodoxă Sfinții Apostoli Petru și Pavel a început să fie construită în anii 2008-2009.

## Personalități
- Demetriu Radu (1861-1920), episcop al Episcopiei de Lugoj (1897-1903) și apoi al celei de Oradea Mare (1903-1920), delegat la Marea Adunare Națională de la Alba Iulia  1918
- Augustin Lazăr (n. 1956), jurist, procuror general al Parchetului de pe lângă Înalta Curte de Casație și Justiție
- Alexandru Fodor (1869 - 1951), medic

## Date economice
Principala ocupație a locuitorilor este agricultura și legumicultura. 

## Galerie de imagini

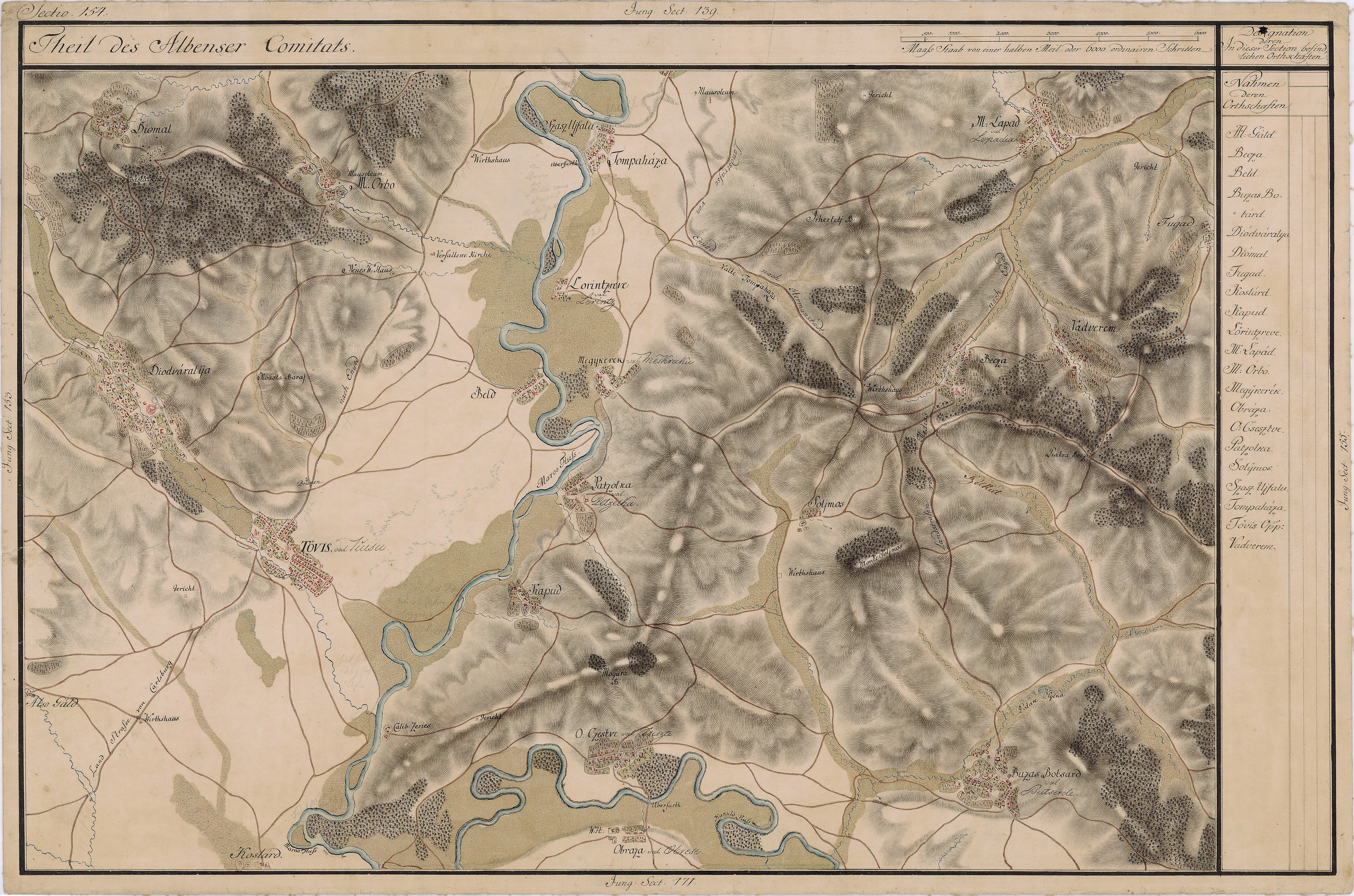
Tompaháza (Tâmpăhaza) pe Harta Iosefină a Transilvaniei, 1769-73
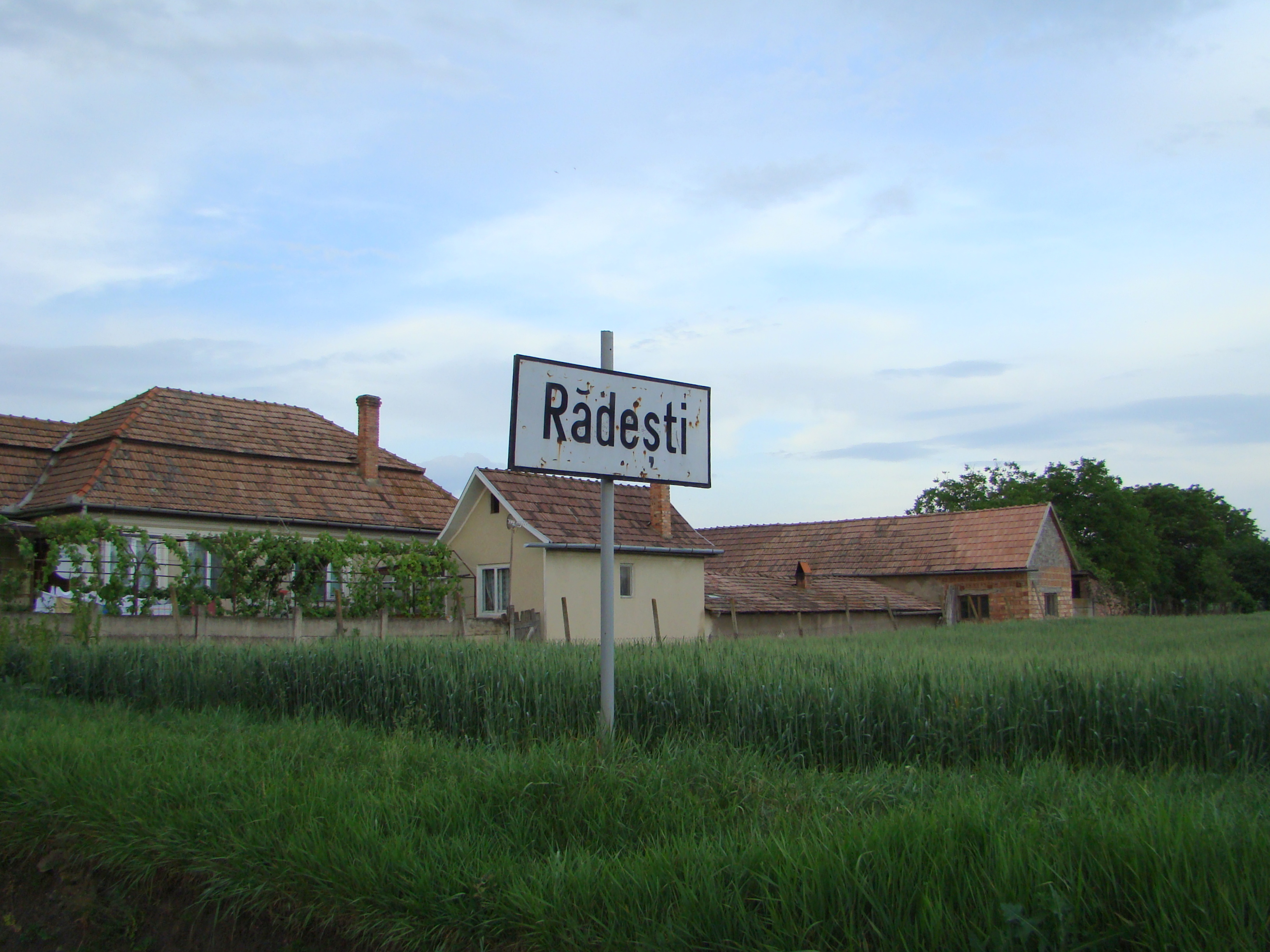
Intrarea în localitate
Biserica Greco-Catolică (fotografie din anul 1911)
Planul Bisericii Greco-Catolice, realizat în anul 1906 de arhitectul Alexander Schlosser din Oradea
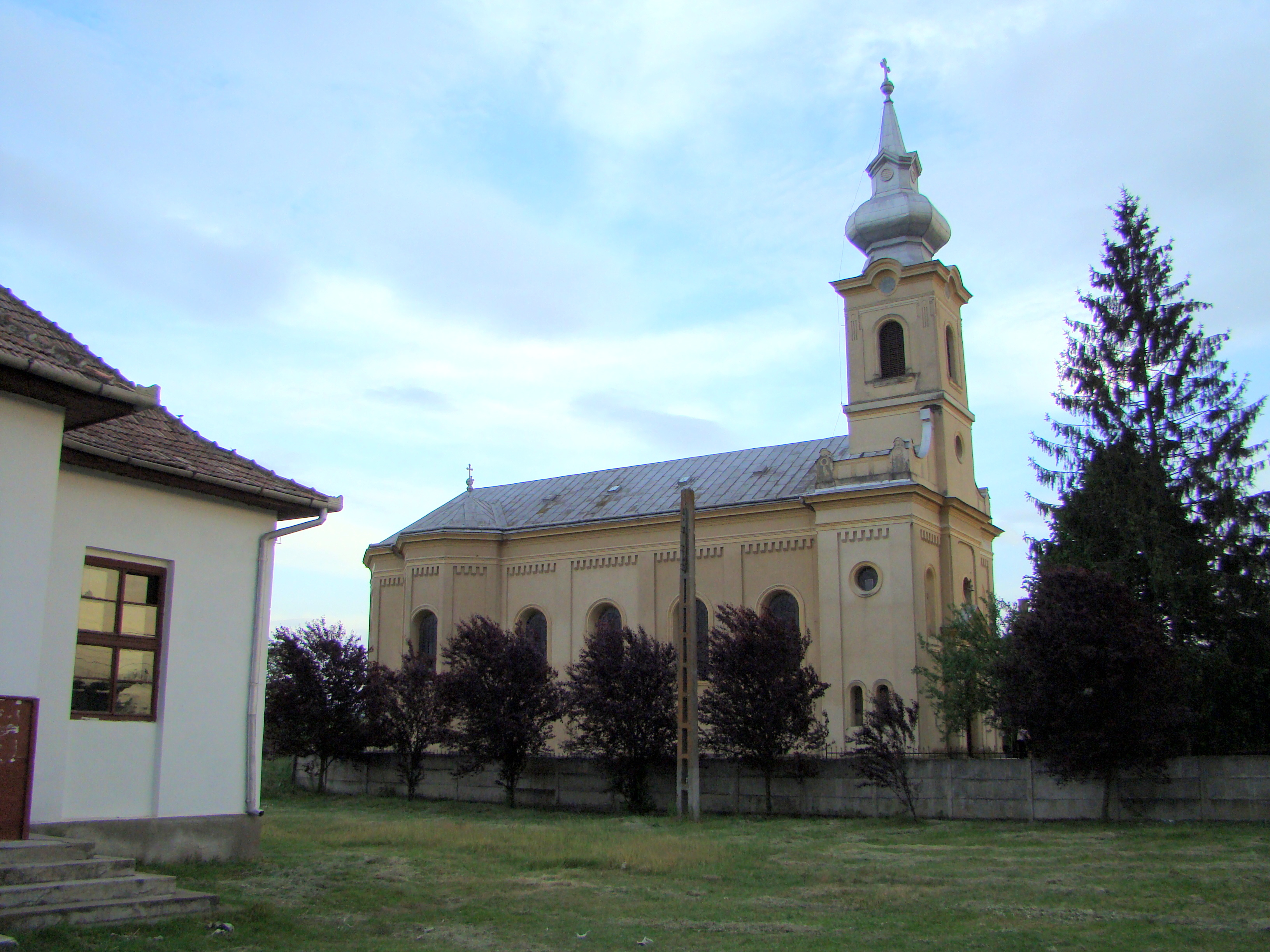
Biserica Greco-Catolică
Episcopul Radu împreună cu sătenii din localitatea natală, 1903
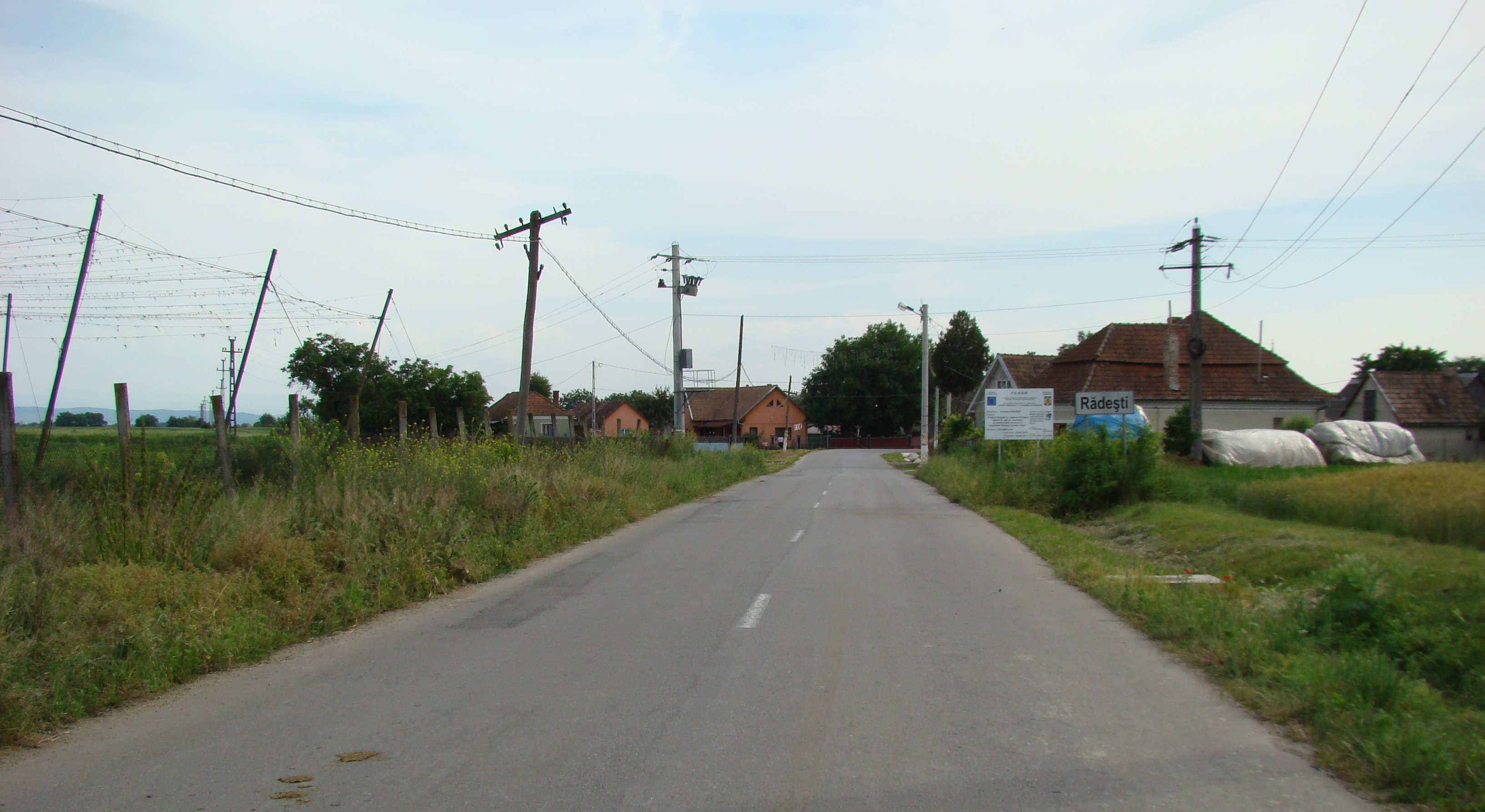
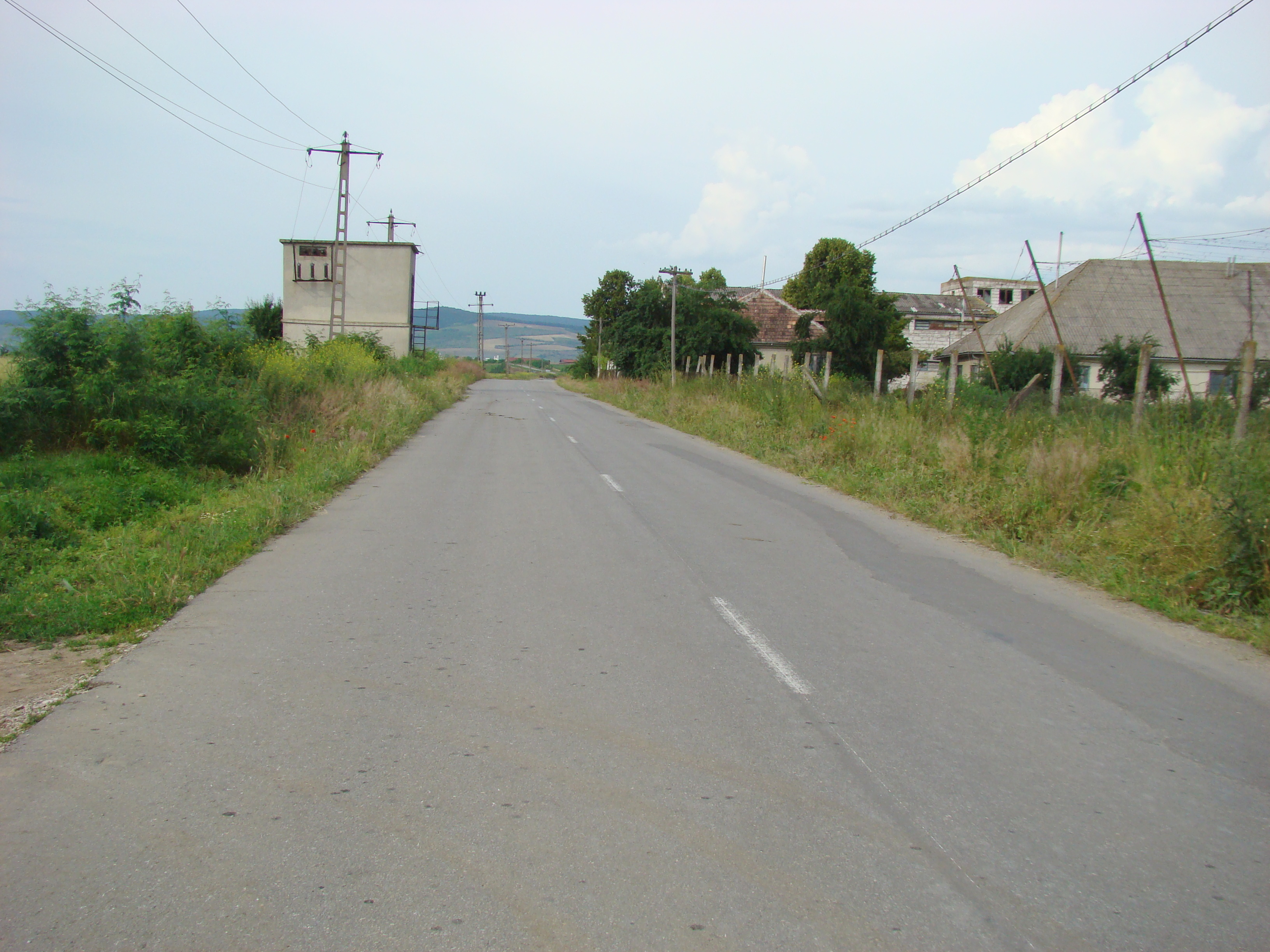
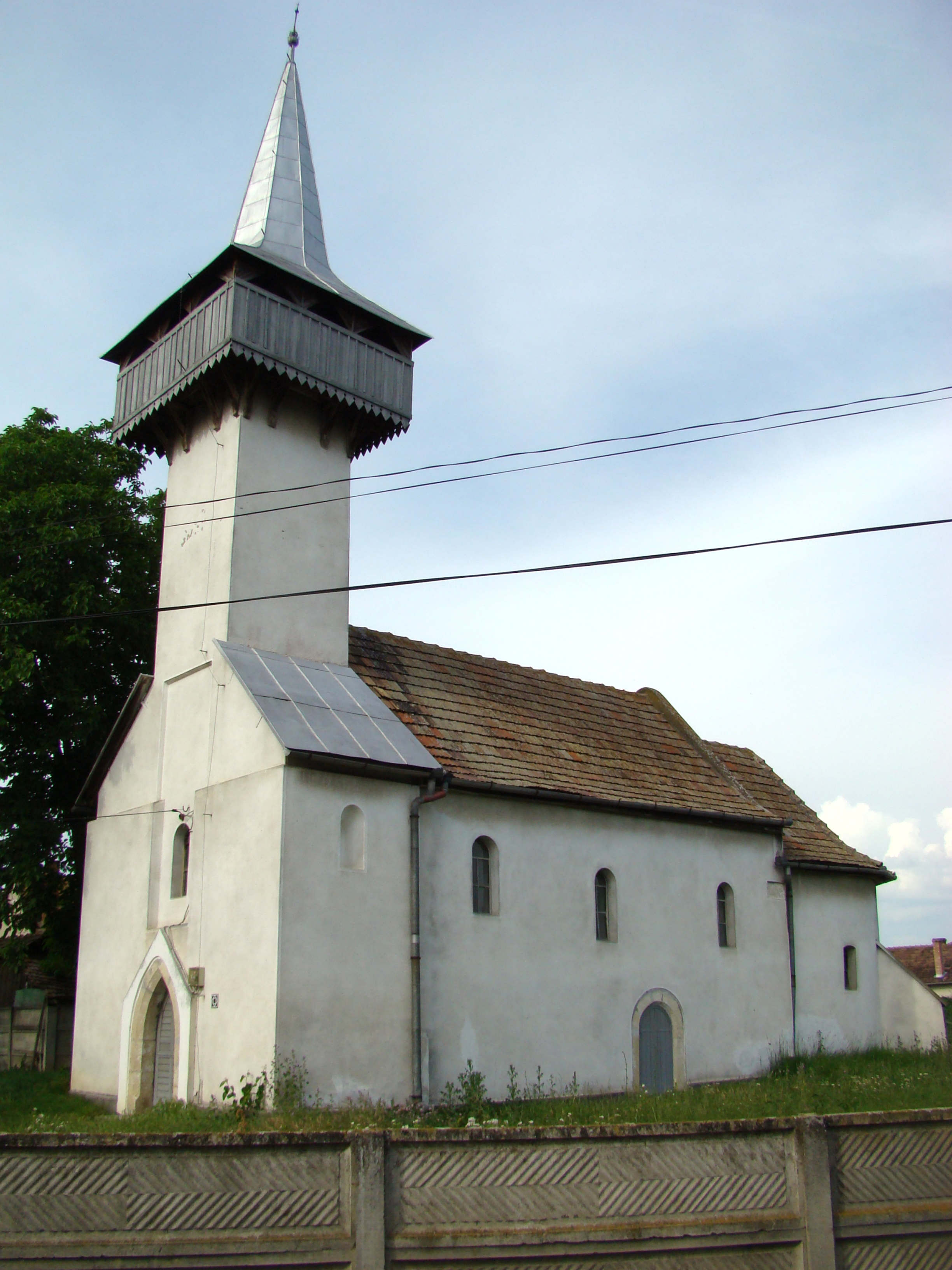
Biserica reformată (monument istoric)
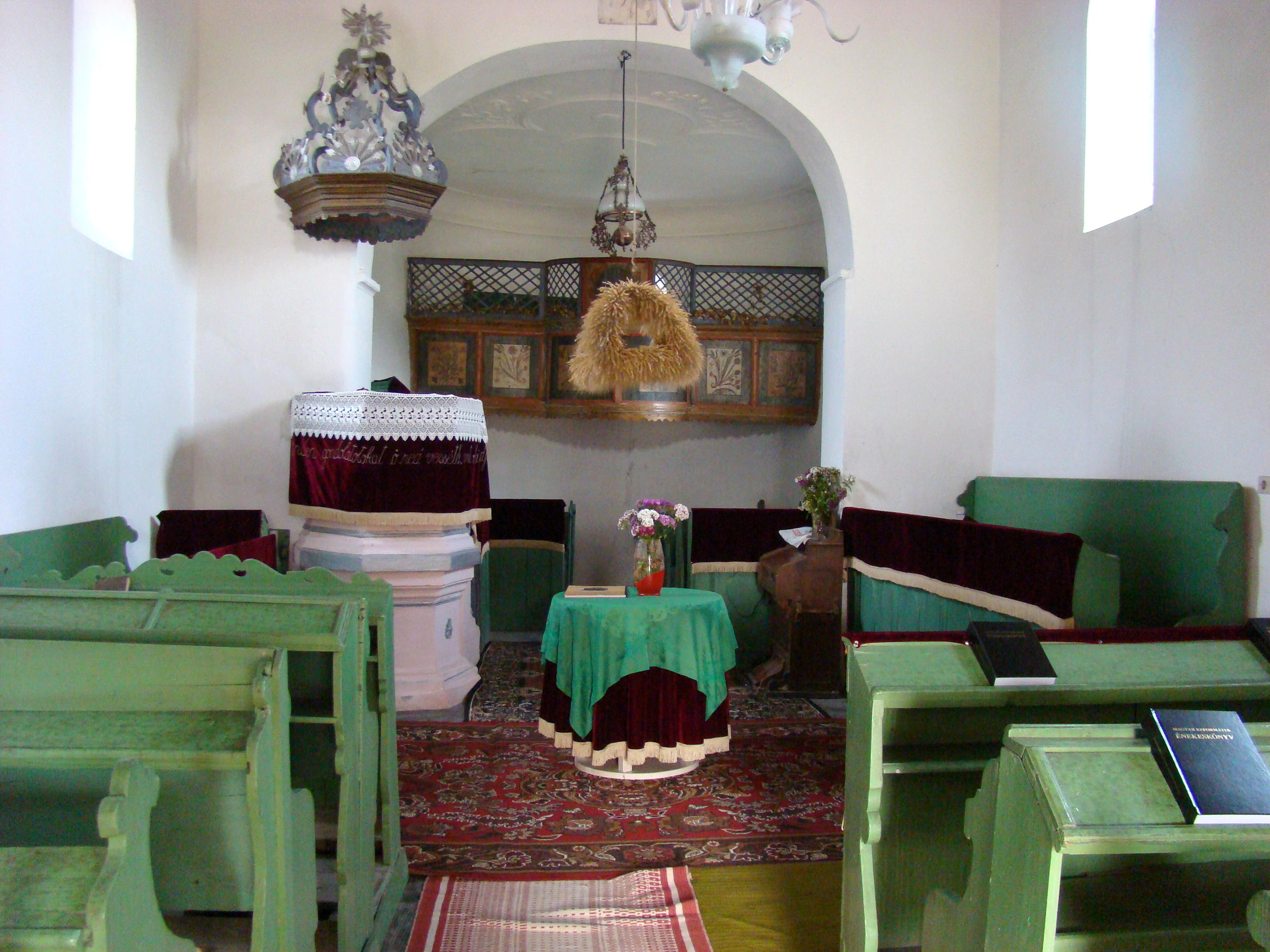
Biserica reformată (monument istoric)
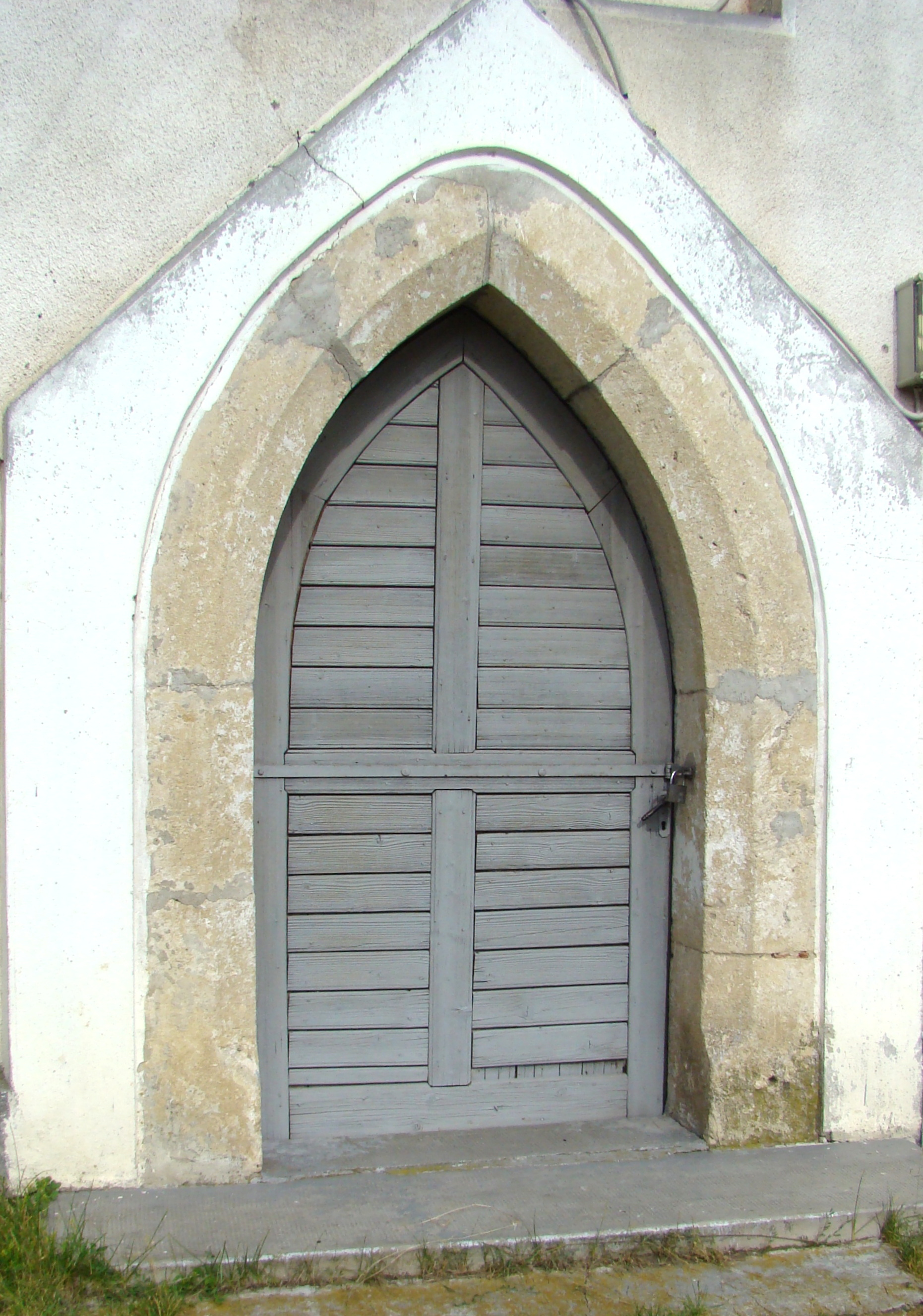
Portalul gotic în arc frânt
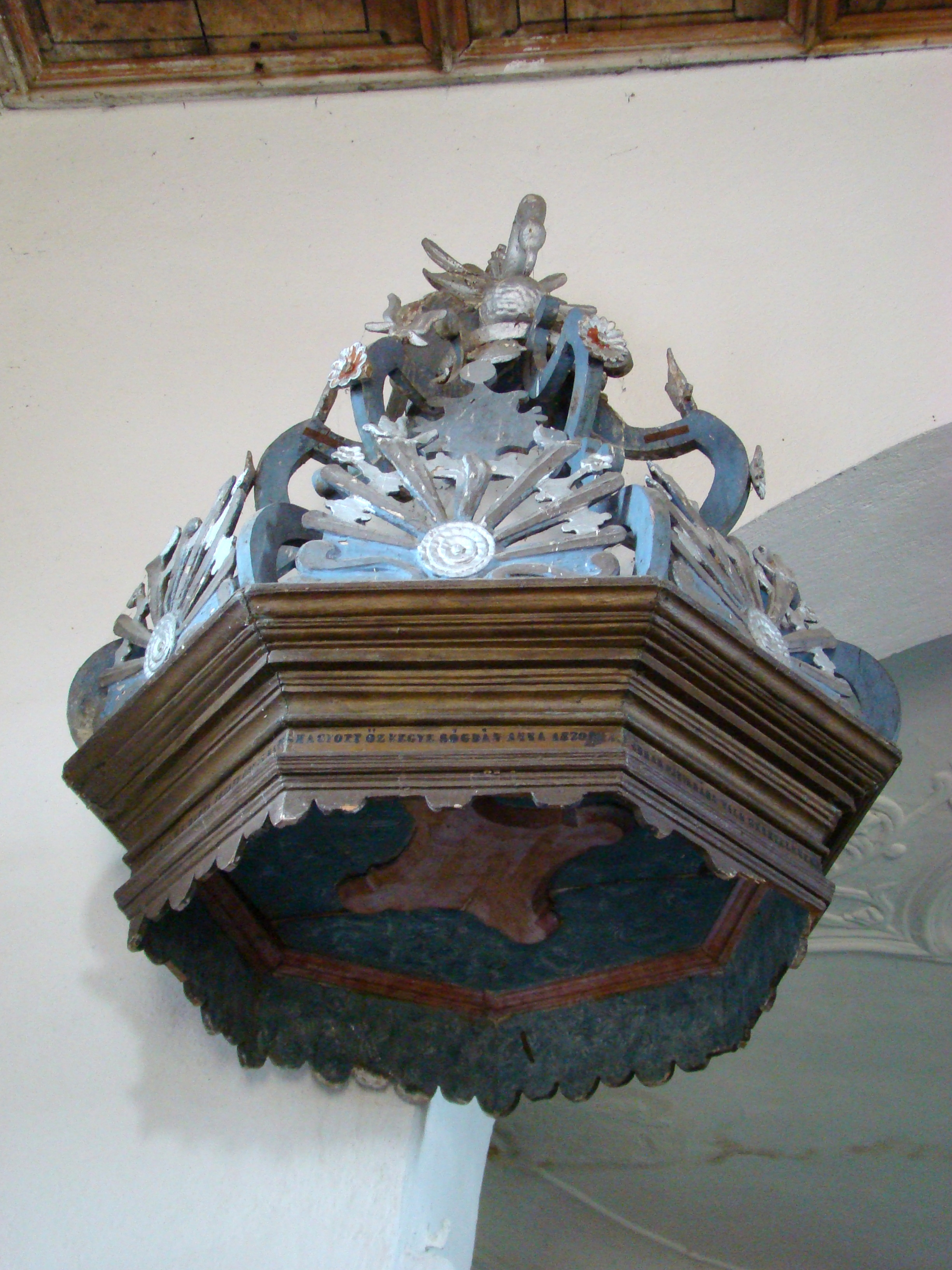
Coroana amvonului
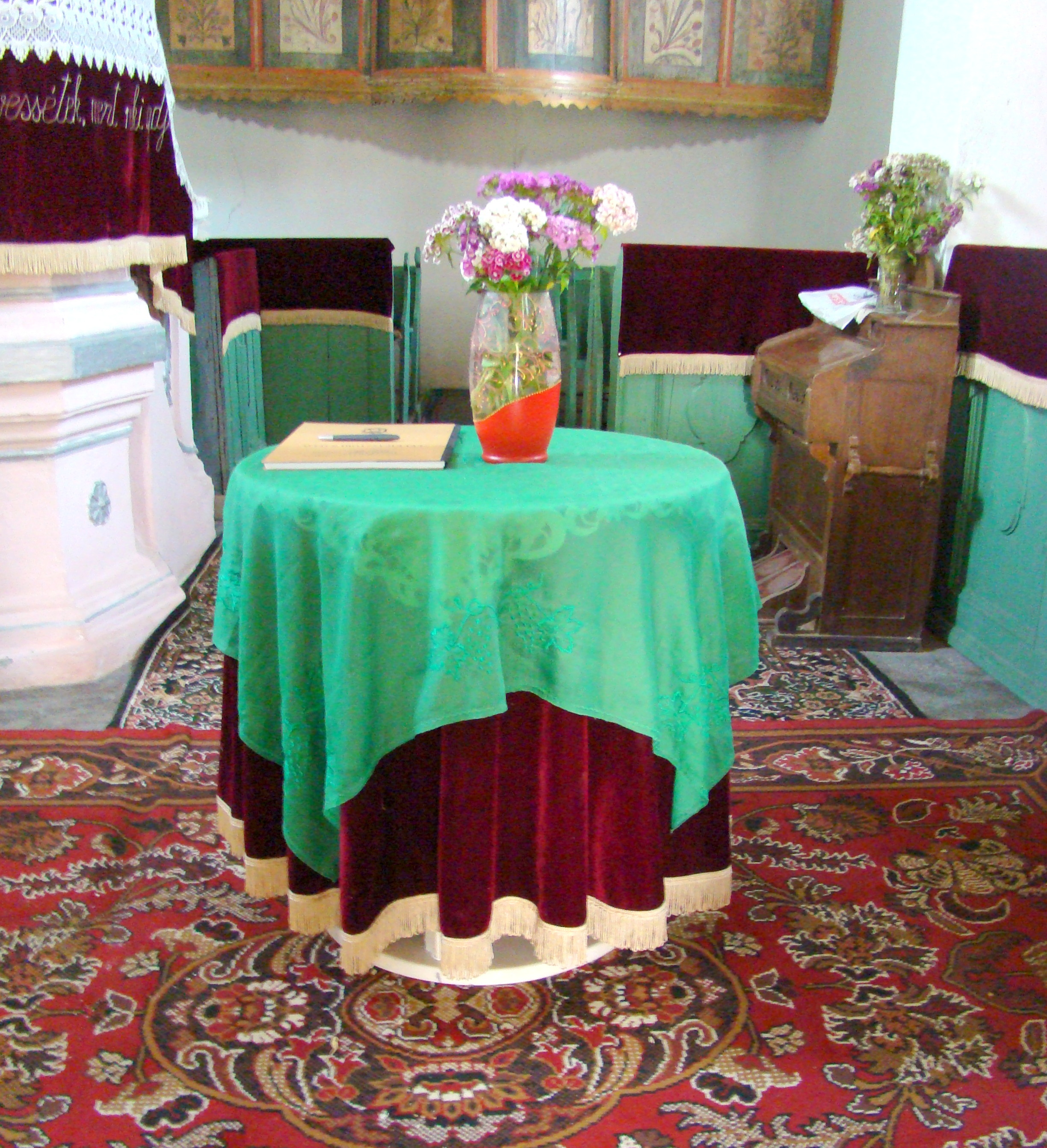
Masa Domnului